# مونت بلفيو (تكساس)
مونت بلفيو، تكساس (بالإنجليزية: Mont Belvieu)‏ هي مدينة أمريكية تقع في ولاية تكساس.تبلغ مساحة هذه المدينة 38.6 (كم²)،ويبلغ عدد سكانها 3835 نسمة حسب إحصاء سنة 2010 م. تشير إحصاءات سنة 2000م بأن الكثافة السكانية في هذه المدينة تقدر بـ(102) نسمة/كم2.

## التركيبة السكانية
حدّد مكتب تعداد الولايات المتحدة بيانات التركيبة السكانية لمونت بلفيو في تعداد الولايات المتحدة. في ما يلي، التركيبة السكانية حسب تعدادي 2000 و2010.

### تعداد عام 2000
بلغ عدد سكان مونت بلفيو 2,324 نسمة بحسب تعداد عام 2000، وبلغ عدد الأسر 805 أسرة وعدد العائلات 665 عائلة مقيمة في المدينة. في حين سجلت الكثافة السكانية 54.5 نسمة لكل كيلومتر مربع (141.2/ميل2). وبلغ عدد الوحدات السكنية 888 وحدة بمتوسط كثافة قدره 20.8 لكل كيلومتر مربع (53.9/ميل2).
وتوزع التركيب العرقي للمدينة بنسبة 90.96% من البيض و4.26% من الأمريكيين الأفارقة و0.69% من الأمريكيين الأصليين و0.43% من الأمريكيين ذوي الأصول الآسيوية و2.50% من الأعراق الأخرى و1.16% من عرقين مختلطين أو أكثر و6.50% من الهسبانيون أو اللاتينيون من أي عرق.
بلغ عدد الأسر 805 أسرة كانت نسبة 51.6% منها لديها أطفال تحت سن الثامنة عشر تعيش معهم، وبلغت نسبة الأزواج القاطنين مع بعضهم البعض 69.2% من أصل المجموع الكلي للأسر، ونسبة 8.6% من الأسر كان لديها معيلات من الإناث دون وجود شريك، بينما كانت نسبة 4.8% من الأسر لديها معيلون من الذكور دون وجود شريكة وكانت نسبة 17.4% من غير العائلات. تألفت نسبة 15% من أصل جميع الأسر من عدة أفراد يعيشون في نفس المنزل ونسبة 4% كانت تتألف من شخص يعيش بمفرده يبلغ من العمر 65 عاماً أو أكثر. وبلغ متوسط حجم الأسرة المعيشية 2.88، أما متوسط حجم العائلات فبلغ 3.19.
بلغ العمر الوسطي للسكان 33.1 عاماً. وكانت نسبة 31.5% من القاطنين تحت سن الثامنة عشر، وكانت نسبة 7.3% بين الثامنة عشر والرابعة والعشرين عاماً، ونسبة 32.1% كانت واقعةً في الفئة العمرية ما بين الخامسة والعشرين والرابعة والأربعين عاماً، ونسبة 23.4% كانت ما بين الخامسة والأربعين والرابعة والستين، ونسبة 5.6% كانت ضمن فئة الخامسة والستين عاماً فما فوق. يوجد لكل 100 أنثى 98.0 ذكر، ويوجد لكل 100 أنثى في الثامنة عشر من عمرها فما فوق 96.3 ذكر.

### تعداد عام 2010
بلغ عدد سكان مونت بلفيو 3,835 نسمة بحسب تعداد عام 2010، وبلغ عدد الأسر 1,307 أسرة وعدد العائلات 1,077 عائلة مقيمة في المدينة. في حين سجلت الكثافة السكانية 90 نسمة لكل كيلومتر مربع (233.1/ميل2). وبلغ عدد الوحدات السكنية 1,426 وحدة بمتوسط كثافة قدره 33.5 لكل كيلومتر مربع (86.8/ميل2).
وتوزع التركيب العرقي للمدينة بنسبة 87.51% من البيض و2.87% من الأمريكيين الأفارقة و0.91% من الأمريكيين الأصليين و0.57% من الأمريكيين ذوي الأصول الآسيوية و0.13% من سكان جزر المحيط الهادئ و5.55% من الأعراق الأخرى و2.45% من عرقين مختلطين أو أكثر و12.46% من الهسبانيون أو اللاتينيون من أي عرق.
بلغ عدد الأسر 1,307 أسرة كانت نسبة 49.4% منها لديها أطفال تحت سن الثامنة عشر تعيش معهم، وبلغت نسبة الأزواج القاطنين مع بعضهم البعض 66.6% من أصل المجموع الكلي للأسر، ونسبة 10.8% من الأسر كان لديها معيلات من الإناث دون وجود شريك، بينما كانت نسبة 5% من الأسر لديها معيلون من الذكور دون وجود شريكة وكانت نسبة 17.6% من غير العائلات. تألفت نسبة 14.6% من أصل جميع الأسر من عدة أفراد يعيشون في نفس المنزل ونسبة 4% كانت تتألف من شخص يعيش بمفرده يبلغ من العمر 65 عاماً أو أكثر. وبلغ متوسط حجم الأسرة المعيشية 2.93، أما متوسط حجم العائلات فبلغ 3.23.
بلغ العمر الوسطي للسكان 36.3 عاماً. وكانت نسبة 30.2% من القاطنين تحت سن الثامنة عشر، وكانت نسبة 7.7% بين الثامنة عشر والرابعة والعشرين عاماً، ونسبة 26.5% كانت واقعةً في الفئة العمرية ما بين الخامسة والعشرين والرابعة والأربعين عاماً، ونسبة 26.5% كانت ما بين الخامسة والأربعين والرابعة والستين، ونسبة 9.1% كانت ضمن فئة الخامسة والستين عاماً فما فوق. وتوزع التركيب الجنسي للسكان بنسبة 49.6% ذكور و50.4% إناث.